# Chiusa di Pesio
Chiusa di Pesio là một đô thị tại tỉnh Cuneo trong vùng Piedmont của Italia, vị trí cách khoảng 80 km về phía nam của Torino và khoảng 13 km về phía đông nam của Cuneo, on the border with Pháp. Tại thời điểm ngày 31 tháng 12 năm 2004, đô thị này có dân số 3.709 người và diện tích là 94 km².
Chiusa di Pesio borders the municipalities of Beinette, Briga Alta, La Brigue (France), Limone Piemonte, Margarita, Peveragno, Pianfei, Roccaforte Mondovì và Villanova Mondovì.